# 拉斐爾·佛柯
拉斐爾·安東尼·佛柯（英語：Rafael Antoni Furcal，1977年10月24日—），為前美國職棒大聯盟的游擊手，生涯曾效力於勇士、道奇、紅雀與馬林魚等隊。他曾在2011年獲得世界大賽冠軍。

## 職業生涯

### 亞特蘭大勇士
2000年球季開打前，勇士老將游擊手Walt Weiss受傷進入傷兵名單。佛柯因此在4月4日登上大聯盟，並在初登場敲出2支安打。整季他繳出2成95的打擊率，並上演40次盜壘成功，這也讓他順利拿下國聯新人王。
2001年7月6日，他在一次盜壘嘗試中弄傷左肩，因此幾乎缺席整個球季。2002年4月21日，佛柯單場敲出3支三壘安打，追平大聯盟紀錄。
2003年8月10日，佛柯上演了一次獨力三殺守備。這年他首度入選明星賽。2004年9月，佛柯被抓到酒駕上路。由於他入監服刑的時間正好與季後賽重疊，佛柯的律師甚至還請法官讓他先打完季後賽再入監。因此在勇士被淘汰的隔天，佛柯便開始他的刑期。

### 洛杉磯道奇
2005年12月7日，佛柯與道奇簽下3年3900萬美元的合約。隔年他透過隊友的票選，全票獲得羅伊·坎潘奈拉獎。此獎是道奇每年頒發給隊上最有領袖氣質的球員獎項。2007年5月，佛柯成為大聯盟第六位連3場比賽單場敲出4支安打的選手。2008年初，佛柯因為背傷而缺席90%的球季，不過他在季後賽傷癒回歸。
2008年國家聯盟冠軍賽第五場5局上，佛柯單局發生3次失誤。不僅讓費城人攻下2分，還創下大聯盟的尷尬紀錄。12月19日，道奇與他簽下3年3000萬美元的延長合約。
2009年，佛柯陷入大低潮，整季打擊率僅2成69。2010年，他遞補受傷的荷西·雷耶斯入選明星賽。整季他僅出賽97場比賽，不過他繳出3成打擊率，並上演22次盜壘成功。
2011年，佛柯幾乎都待在傷兵名單中，打擊率僅1成97。

### 聖路易紅雀

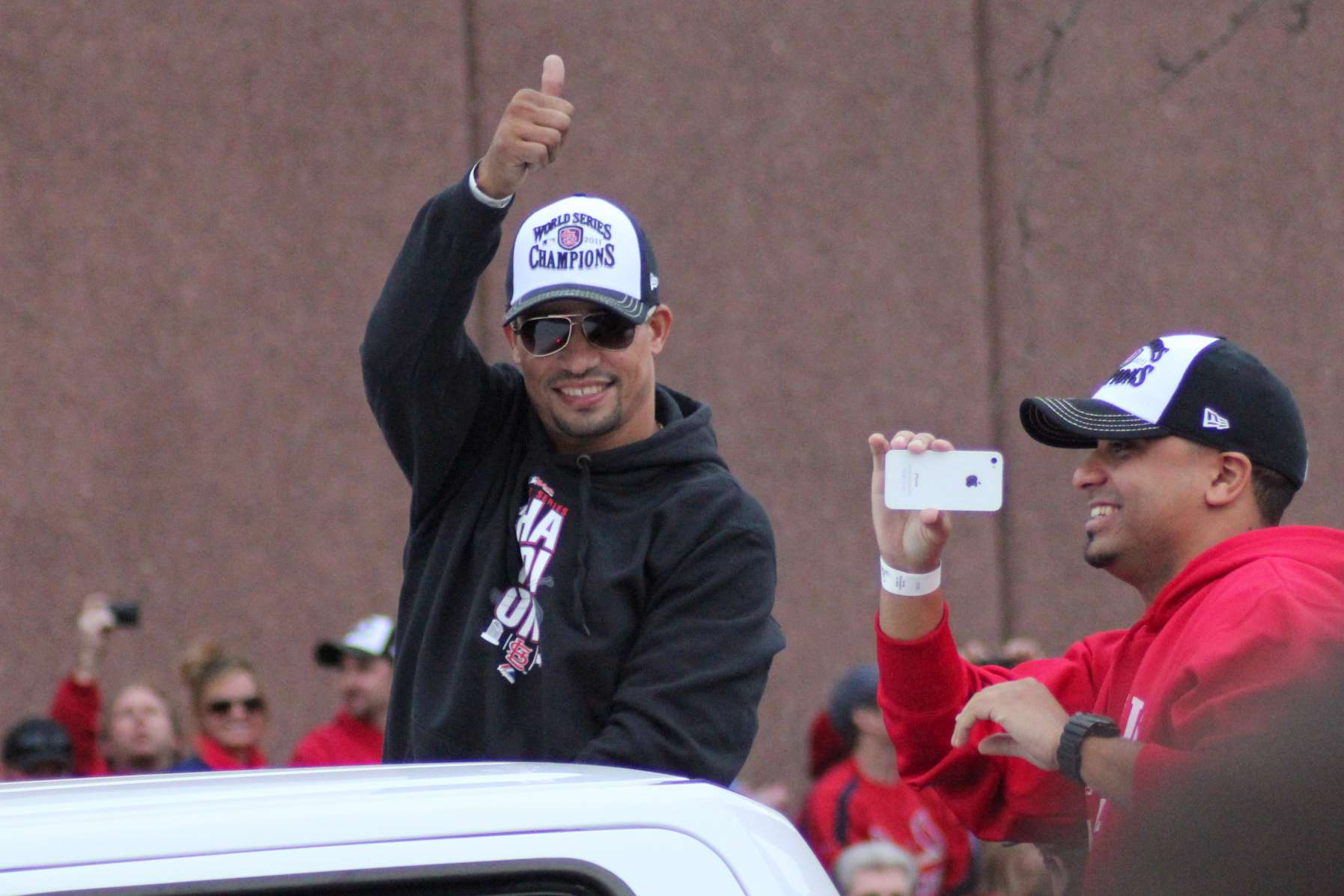
參與世界大賽遊行的佛柯

2011年7月30日，道奇將佛柯交易到紅雀，換來Alex Castellanos。整季他繳出2成55的打擊率，並敲出7轟。他在世界大賽的打擊率僅1成79，不過紅雀最終逆轉擊敗遊騎兵，佛柯也拿下生涯唯一一冠。
2011年12月10日，佛柯與紅雀簽下2年1400萬美元的合約。2012年，他繳出2成64的打擊率，並敲出5轟與49分打點。8月30日，他因為手肘受傷而進入傷兵名單，球隊也緊急拉上Pete Kozma遞補佛柯的空缺。
2013年3月7日，佛柯進行湯米約翰手術，差點讓球季報銷。球隊在這年再度打進世界大賽，不過最終以2勝4敗不敵紅襪。在世界大賽結束後，佛柯便成為自由球員。

### 邁阿密馬林魚
2013年12月6日，佛柯與馬林魚簽下一年合約。後來因為球隊拉上更年輕的游擊手亞丹尼·哈查瓦瑞亞，因此讓佛柯擔任二壘手。他在6月13日完成馬林魚的初登場。

### 堪薩斯市皇家
2015年3月17日，佛柯與皇家簽下小聯盟約。他在31日遭到釋出，不過隔日又重簽小聯盟約。他只在小聯盟出賽7場比賽，留下2成40的打擊率。5月19日，38歲的佛柯宣布正式退休。

## 生涯打擊成績
| 出賽次數 | 打席 | 打數 | 得分 | 安打 | 二安 | 三安 | 全壘打 | 打點 | 盜壘 | 保送 | 三振 | 打擊率 | 上壘率 | 長打率 | OPS  |
| -------- | ---- | ---- | ---- | ---- | ---- | ---- | ------ | ---- | ---- | ---- | ---- | ------ | ------ | ------ | ---- |
| 1614     | 7237 | 6477 | 1063 | 1817 | 311  | 69   | 113    | 587  | 314  | 643  | 910  | .281   | .346   | .402   | .748 |

## 個人生活
佛柯本人育有2子1女。
在成為大聯盟球員後，佛柯都會定期將部分薪水捐回給家鄉，並在當地成立消防局和醫院。
佛柯的父親在2010年父親節當日去世，死因是在自家後院被馬踢中。佛柯本人在2020年首度獲得名人堂票選資格，但他並未獲得任何一張選票。

## 外部連結
- 球員資訊和成績在MLB ，ESPN ，Retrosheet ，Baseball Reference ，Baseball Reference (Minors) ，Fangraphs ，The Baseball Cube （英文）
- 拉斐爾·佛柯在台灣棒球維基館上的頁面（繁體中文）